# Betheln
Betheln ist ein Ortsteil der Kleinstadt Gronau (Leine) im Landkreis Hildesheim in Niedersachsen.

## Geografie
Betheln befindet sich östlich von Elze zwischen den Naturparks Weserbergland und Harz. Es liegt an der Westflanke des Hildesheimer Walds.
In nördlicher Richtung außerhalb des Orts befinden sich die Reste einer alten Ringwallanlage, der Beusterburg.
Zu Betheln gehören die Orte Eddinghausen und Haus Escherde.

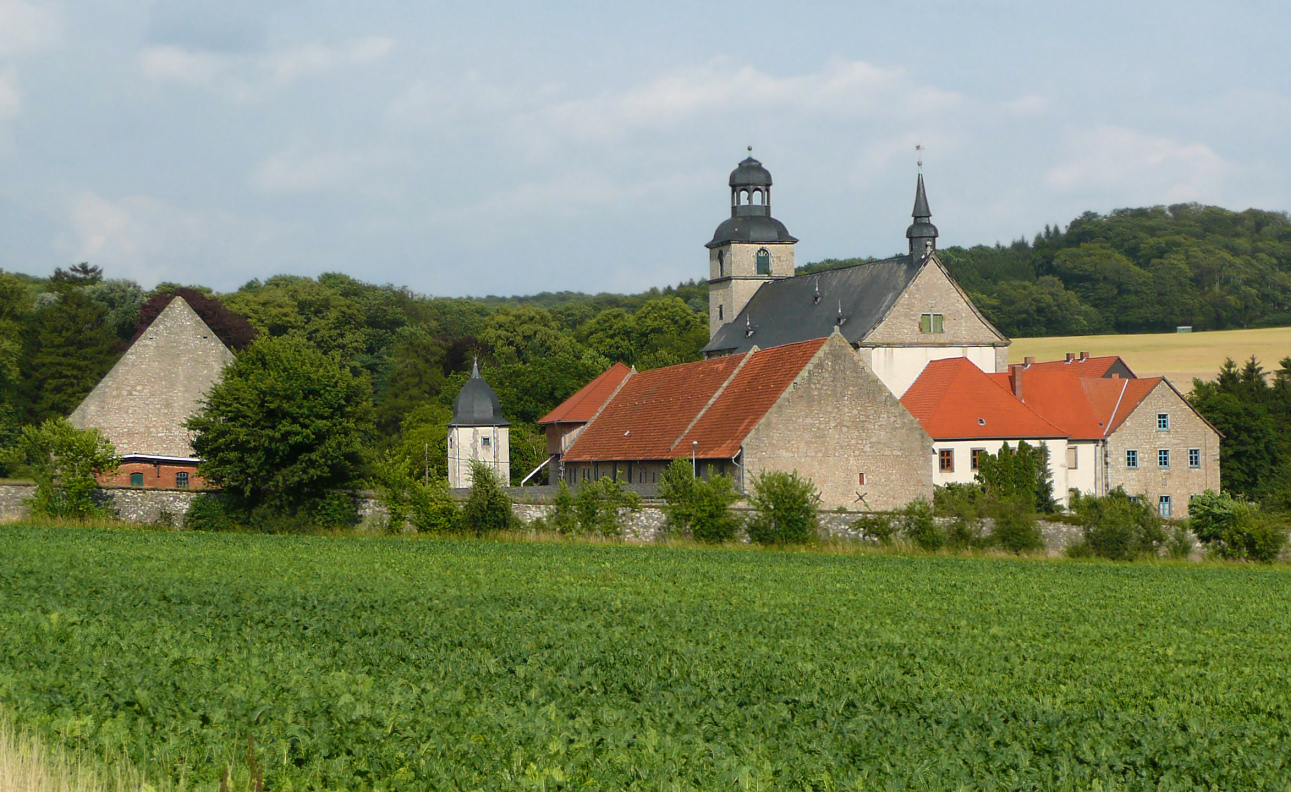
Kloster Escherde in Haus Escherde
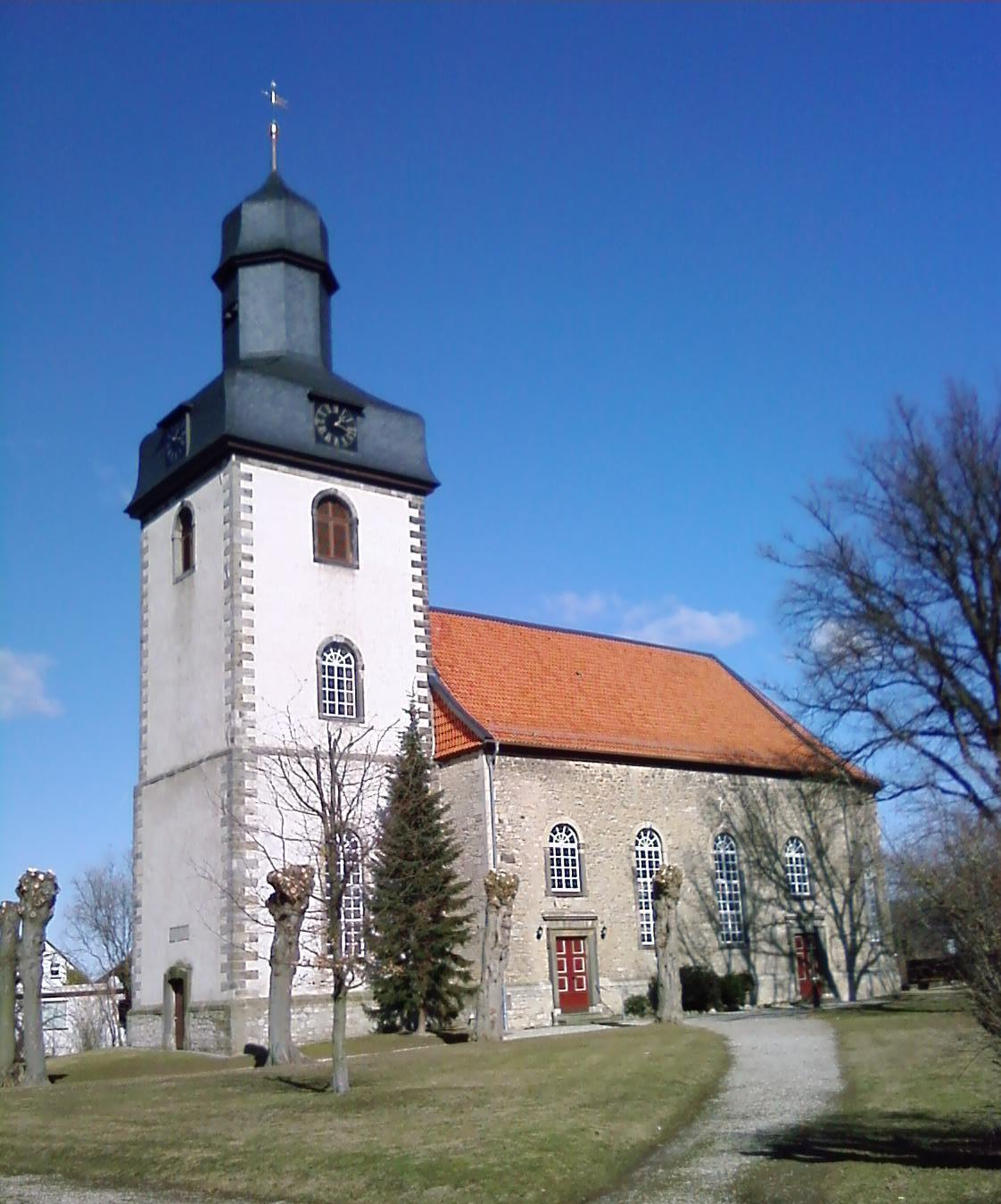
Die Kirche in Betheln

## Geschichte
1022 wurde der Ort erstmals urkundlich erwähnt. Sein damaliger Name war Betenem. In dessen Kirche wurde am 22. Mai 1125 durch Bischof Berthold eine Niederlassung der Augustinerkongregation in Marienrode beurkundet. Die Kirche, die bis dahin zu St. Mauritius in Moritzberg gehörte, wurde den Augustinern überschrieben.
Nach einem Großfeuer durch Blitzschlag, dem 1714 die Kirche und viele Häuser in Betheln zum Opfer fielen, wurde die Kirche 1733 wiederhergestellt. 2018 wurden Fassade, Dach und die elf Fenster der Kirche erneuert.
Am 1. März 1974 wurden die Gemeinden Eddinghausen und Haus Escherde eingegliedert. Zum 1. November 2016 wurde Betheln mit vier anderen Gemeinden nach Gronau (Leine) eingemeindet.

## Politik

### Stadtrat und Bürgermeister
Seit dem 1. November 2016 wird Betheln auf kommunaler Ebene vom Rat der Stadt Gronau (Leine) vertreten.

### Wappen
Der Gemeinde wurde das Ortswappen am 15. Oktober 1938 durch den Oberpräsidenten der Provinz Hannover verliehen. Der Landrat aus Alfeld überreichte es am 18. Dezember desselben Jahres.
| Wappen von Betheln | Blasonierung: „In Grün eine goldene cheruskische Gewandhafte des 1. Jahrhunderts n. Chr., sogenannte Fibel mit doppellappiger Rollenkappe.“ |
| Wappen von Betheln | Wappenbegründung: Da die geschichtlichen Überlieferungen des Dorfes Betheln keinerlei Anknüpfungsmöglichkeiten für die Wappengestaltung boten, wurde auf die reichen Belege urgeschichtlicher Besiedlung, die bis in die Jungsteinzeit zurückzuverfolgen ist, zurückgegriffen. Die zum Wappensymbol erkorene Gewandhafte wurde 1935 in einer durch eine Grabung erschlossenen cheruskischen Hofanlage auf dem Schwalenberge in der Gemarkung Betheln geborgen. Durch einstimmigen Beschluss ward dieses schöne Schmuckstück der Vorzeit zum Symbol der Gemeinde erhoben. |

## Wirtschaft und Infrastruktur
Verkehr
Betheln ist über die nördlich des Ortes verlaufende Bundesstraße 1 an das Straßennetz angeschlossen.

## Naturschutzgebiet Leineaue unter dem Rammelsberg
Das Naturschutzgebiet Leineaue unter dem Rammelsberg liegt zwischen Gronau (Leine) und Elze und stellt einen Ausschnitt des Mittellaufs der Leine mit ihrer Aue und Teilen der Hänge des Uthberges und des Großen Rammelsberges im Osten unter Schutz. Die periodisch überflutete Niederung wird geprägt vom mäandrierenden Flusslauf mit Altarmen und Flutmulden. Die Leine wird vielfach von Auwaldresten begleitet. Daneben sind Feuchtwiesen und staudenreiche Brachflächen zu finden. Die in das Naturschutzgebiet einbezogenen Hänge sind durch Wälder und Gebüsche sowie Reste von Magerrasen und Streuobstwiesen geprägt.

## Persönlichkeiten
Söhne und Töchter des Ortes
- Ernst Wiegrebe (1793–1872), Topograf und Mitglied der kurhessischen Ständeversammlung
- Friedrich von Mejer (1843–1932), preußischer Offizier, zuletzt Generalleutnant
- Ernst Ohlmer (1847–1927), Zollbeamter, zuletzt Seezolldirektor in Tsingtau
- Edgar Hennecke (1865–1951), Pfarrer in Betheln
- Hans Hennecke (1897–1977), Literaturkritiker und Übersetzer
- Walter Hennecke (1897–1984), Marineoffizier, zuletzt Konteradmiral der Kriegsmarine